# Tosaren
Tosaren is een bestuurslaag in het regentschap Kediri van de provincie Oost-Java, Indonesië. Tosaren telt 7486 inwoners (volkstelling 2010).